# 深海蟹属
深海蟹属（Hypothalassia）是螃蟹的一个属，生长于澳大利亚和日本（房总半島以南到九州沿岸）的温带和热带50-100m深的海底。
现时有两个品种：
- 香槟蟹 Hypothalassia acerba Koh & Ng, 2000[3]
- 武裝深海蟹 Hypothalassia armata (De Haan, 1835)

但NCBI認為以上兩個品種其實是同一個品種。